# John L. McMillan
John Lanneau McMillan (Mullins, 12 aprile 1898 – Florence, 3 settembre 1979) è stato un politico statunitense, membro della Camera dei Rappresentanti per lo stato della Carolina del Sud dal 1939 al 1973.

## Biografia

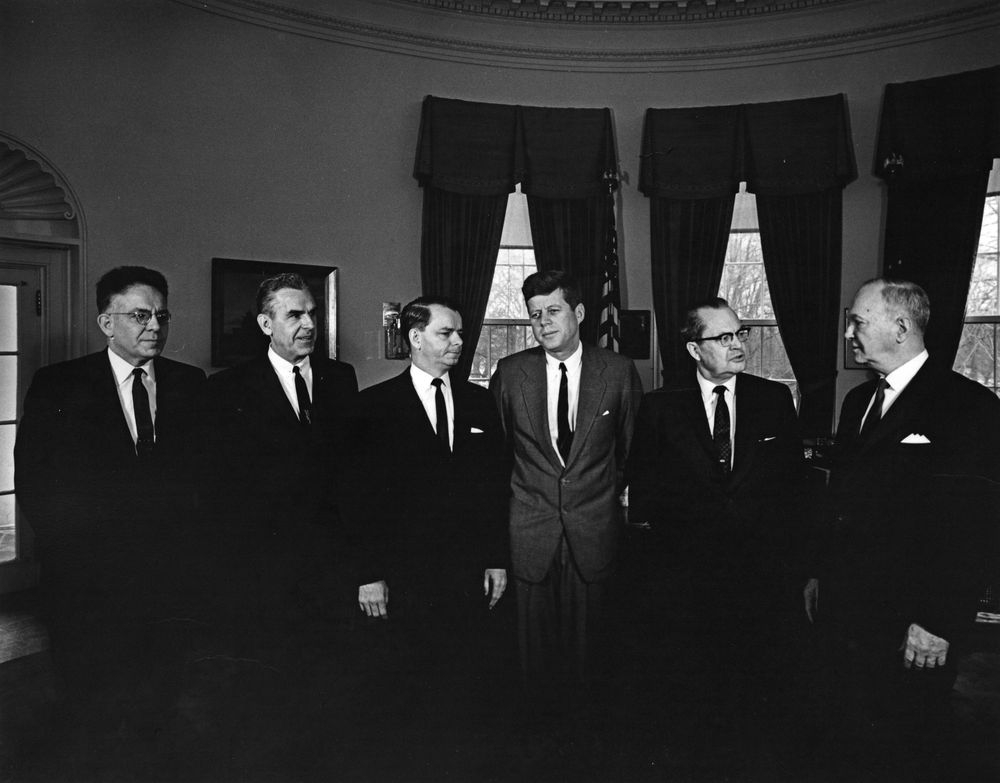
McMillan con il Presidente John F. Kennedy e altri colleghi deputati nel 1963

Nato in una fattoria a Mullins, McMillan studiò presso l'Università della Carolina del Nord a Chapel Hill e l'Università della Carolina del Sud, laureandosi in giurisprudenza. In seguito fu segretario del deputato del popolare Partito Democratico Allard H. Gasque.
Quando Gasque morì mentre era ancora in carica, la vedova Elizabeth Hawley Gasque gli succedette per portare a termine gli ultimi mesi di mandato. McMillan prese parte invece alle successive elezioni per occupare quel seggio della Camera dei Rappresentanti e riuscì ad essere eletto deputato. Negli anni successivi venne riconfermato dagli elettori per altri sedici mandati. Fu membro della commissione Agricoltura e presidente della commissione per il Distretto di Columbia per ventiquattro anni. Fu uno dei firmatari del cosiddetto Southern Manifesto del 1956, un documento creato da alcuni deputati del Sud che si opponevano alla desegregazione delle scuole pubbliche ordinata dalla Corte Suprema nella storica sentenza Brown contro l'ufficio scolastico di Topeka.
Fu scelto per rappresentare il Congresso all'Unione interparlamentare a Londra nel 1957 e a Tokyo nel 1960.
In qualità di presidente della commissione per il Distretto di Columbia, McMillan rivestì il ruolo di principale responsabile della supervisione delle questioni locali nella capitale; secondo la Costituzione, infatti, il Congresso aveva l'autorità ultima su Washington. Per questo motivo, venne soprannominato "il sindaco di Washington". In tale veste, John McMillan si oppose fermamente all'autogoverno per il Distretto, rifiutandosi persino di portare al voto in commissione le proposte di legge in merito, anche quando erano state originariamente approvate dal Senato. L'avversione di McMillan nei confronti di questi disegni di legge si basava sull'idea del deputato che Washington fosse "una città federale, l'unica città creata per uno scopo federale". Dopo la sua scomparsa, il Washington Post scrisse che McMillan aveva governato il distretto come un re medievale.
Le posizioni sui temi razziali di McMillan spesso si sovrapposero a quelle sul Distretto di Columbia, anche perché un segregazionista di fatto guidava le politiche che governavano una città a maggioranza nera; i cittadini afroamericani di Washington lamentarono spesso l'indifferenza di McMillan rispetto alle tematiche che li riguardavano, tra cui il welfare e la giustizia. Già nel 1971, alcuni deputati liberali cercarono di estrometterlo dalla presidenza, fallendo nell'intento per appena trenta voti. Quando Walter Washington, primo sindaco del Distretto di Columbia, inviò per la prima volta il suo bilancio al Congresso alla fine del 1967, McMillan rispose facendogli recapitare in ufficio un camion carico di angurie, citando un noto stereotipo razzista.
Nel 1972, McMillan fu costretto ad affrontare un ballottaggio nelle primarie democratiche contro un candidato considerevolmente più progressista, John Jenrette. Al termine della campagna elettorale, Jenrette prevalse di circa mille voti su un totale di 70.000 preferenze. McMillan diede la responsabilità della sua sconfitta agli elettori neri, affermando che le persone di colore fossero "state comprate"; dalle analisi sul voto era emerso che il 47% dei voti ottenuti da Jenrette proveniva da elettori neri. Gli sforzi per non far rieleggere McMillan erano stati guidati da Walter Fauntroy, primo delegato del Distretto al Congresso, che aveva convinto i cittadini afroamericani a votare per Jenrette; in seguito alla sconfitta di McMillan, la presidenza della commissione andò all'afroamericano Charles Diggs e il Congresso votò a favore dell'autogoverno di Washington.
John McMillan lasciò il seggio dopo trentaquattro anni di permanenza. Morì sei anni dopo, all'età di ottantun anni, affetto da un carcinoma della prostata. Gli sopravvissero la moglie Margaret e il figlio John.